# Tomasz Chełmiński
Tomasz Józef Chełmiński (Salvano) (ur. 17 września 1929 w Chojnicach, zm. 11 kwietnia 2006 w Warszawie) – polski iluzjonista. Sztuką iluzji zaczął zajmować się w wieku 16 lat. Zdobył ogromną sławę i występował na całym świecie. Słynął ze swoich perfekcyjnie dopracowanych efektów z dziedziny manipulacji. Dużym sukcesem było zajęcie trzeciej lokaty w kategorii manipulacji podczas VII Międzynarodowego Festiwalu Nowoczesnej Iluzji w Karlowych Warach (1970).